# Alternativní metal
Alternativní metal je eklektická forma rockové hudby, která spolu s grungem získala popularitu na začátku 90. let 20. století. Mezi její charakteristické znaky patří jednoduché kytarové riffy, nekonvenční texty, neobvyklé takty  a techniky, odpor ke konvenčnímu přístupu k heavy metalu a zapracování široké škály prvků nemetalové hudby.
Mezi podžánry alternative metalu se obvykle řadí například nu metal, punk metal, funk metal nebo industrial metal.

## Seznam alternative metalových skupin
- Alice in Chains
- Deftones
- Chevelle
- Faith No More
- Three Days Grace
- Marilyn Manson
- Helmet
- HIM
- Jane's Addiction
- Korn
- Living Colour
- Rob Zombie
- Rage Against the Machine
- P.O.D.
- Soundgarden
- Shinedown
- System of a Down
- Evanescence
- Slipknot
- Tool
- Within Temptation
- Breaking Benjamin
- Hollywood Undead